# Anne Conway
Anne Conway, viscondessa de Conway, nascida Anne Finch (Londres, 14 de dezembro de 1631 - Ragley Hall, 23 de fevereiro de 1679) foi uma filósofa inglesa, cujo trabalho de tradição platonista de Cambridge foi de grande influência para Gottfried Leibniz. 
O pensamento de Anne é original, da filosofia racionalista, com marcas de preocupações e padrões ginocêntricos e, nesse sentido, era única entre os sistemas do século XVII.

## Biografia
Anne nasceu em Londres em 1631, filha de Sir Heneage Finch, 1º Conde de Nottingham, membro da Câmara dos Comuns sob o reinado de Carlos I e sua segunda esposa Elizabeth, filha de William Cradock de Staffordshire. Sir Finch morreu uma semana antes de seu nascimento, sendo sua filha mais nova. Educada em casa, seus tutores lhe ensinaram latim, grego e hebreu. Seu padrasto, embaixador John Finch, a encorajou a ler mais sobre os temas de filosofia e teologia e a apresentou ao platonista Henry More, que foi um dos tutores de John em Cambridge. Isso levou a uma longa amizade e várias correspondências entre eles, onde abordavam temas como a filosofia de René Descartes. Tal era a admiração de Henry More por ela, que ele declarou nunca ter conhecido alguém, homem ou mulher com tal compreensão do conhecimento, seja divino quanto humano, quanto Anne Conway. Anne cresceu no Palácio de Kensington, que era propriedade de sua família na época.
Em 1651, ela se casou com Edward Conway, 1º visconde de Conway. Em 1652, Henry More dedicou seu livro Antidote against Atheism à ela. Em 1658, Anne deu à luz a seu único filho, Heneage Edward Conway, que morreu por conta da varíola apenas dois anos depois. Edward Conway também tinha grande interesse em filosofia e também tinha sido um pupilo de Henry More, mas não tinha o conhecimento da esposa e nem se interessava por tantos temas quanto ela.
Interessada em religião e filosofia teológica, Anne se interessou pelos estudos de Isaac Luria e depois à doutrina Quaker, à qual ela se converteu em 1677. Na época, os quakers eram mal vistos na Inglaterra, geralmente temidos e sofriam perseguição religiosa e até encarceramento. Sua decisão de se converter tornou sua casa um centro de atividade Quaker e fazer proselitismo ativamente era, portanto, particularmente ousado e corajoso.
Outra pessoa importante que a influenciou foi Christian Knorr von Rosenroth (1636-1689), cabalista famoso e que escreveu um dos livros centrais da cabala. Esta foi uma obra bastante importante para o livro de Anne, The Principles of the Most Ancient and Modern Philosophy. Anne foi uma forte crítica ao dualismo cartesiano.
Anne sofria com incapacitantes enxaquecas desde criança, o que a incapacitava por vários períodos devido à dor e ela passou um grande tempo em busca de uma cura, a ponto de sofrer sangria na veia jugular. Tendo sido tratada por todos os grandes médicos da época, nenhum deles foi capaz de curá-la ou de aliviar seu sofrimento.

## Livro
The Principles of the Most Ancient and Modern Philosophy foi, provavelmente, escrito em 1677, apresentando evidente influência de Jan Baptist van Helmont. Publicado pela primeira vez em latim por van Helmont, em Amsterdã, em 1690, com o título de Principia philosophiae antiquissimae et recentissimae. Uma edição em inglês foi publicada em 1692. O livro é uma crítica ao dualismo cartesiano, defendendo que o mundo tinha sido criado de uma única substância.
Leibniz chegou a afirmar:
| “ | Os meus [sentimentos] em filosofia aproximam-se mais dos da falecida Condessa Conway, e defendem uma posição mediadora entre Platão e Demócrito, porque acredito que tudo ocorre mecanicamente como Demócrito e Descartes afirmam, contra a opinião de Henry More e de seus seguidores, e no entanto [também defendo] que tudo ocorre de acordo vitalmente e segundo causas finais, estando tudo cheio de vida e de percepção, contrariamente à opinião dos atomistas. | ” |

## Morte
Anne morreu em 23 de fevereiro de 1679, aos 47 anos de idade, no palácio de Ragley Hall, em Warwickshire.